# Bremstein

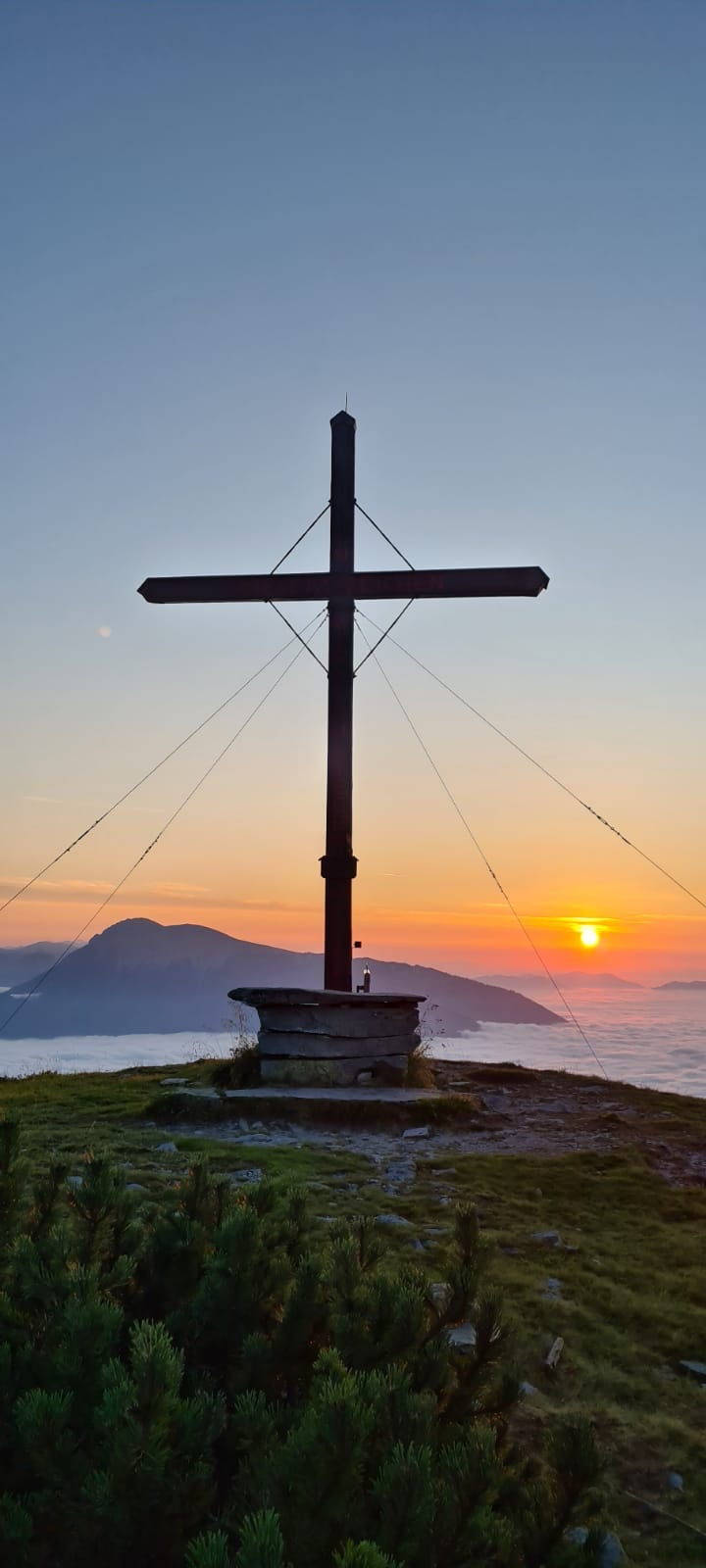
Gipfelkreuz des Bremstein während eines Sonnenaufgangs

Der Bremstein ist ein 1868 m ü. A. hoher Berg nördlich des Hauptkamms der Seckauer Tauern in der Steiermark. Er liegt in der Gemeinde Mautern nahe der Grenze zur Gemeinde Sankt Marein-Feistritz.

## Wanderrouten
- Ausgangspunkt Untere Bodenhütte (1385 m ü. A.): Der markierte und beschilderte Wanderweg führt in nord- / nordwestlicher Richtung durch das Fradental, zuletzt über den Südwestrücken in ca. 1 bis 1½ Stunden zum Gipfel. Diese Tour ist nicht wirklich anspruchsvoll, sie führt durch ein wahres Naturparadies.

- Ausgangspunkt Mautern: Diese Route führt in südlicher Richtung über das Antonikreuz (1753 m) und zuletzt über den Südostrücken auf den Gipfel, sie ist etwas anspruchsvoller und zeitaufwändiger als der Südanstieg.[1]